# جبال الألب سيلفريتا
جبال الألب سيلفريتا هي سلسلة جبلية من جبال الألب الشرقية الوسطى.